# هاغنيك
هاغنيك (بالألمانية: Hagneck) هي بلدية سويسرية تتبع لمقاطعة سيلاند في كانتون برن. تبلغ مساحتها 1.8 كيلومتر مربع، ويقدر عدد سكانها بـ 410 نسمة (حسب تعداد ديسمبر 2015).